# Seppia (colore)
Seppia (o bruno di seppia) è una tonalità scura che prende il nome dal pigmento estratto dalla sacca di inchiostro dell'omonima creatura marina, un colore che nei disegni monocromatici permette effetti molto particolari. È una tonalità di bruno-nero con trasparenze calde. Esiste anche una tonalità di bruno chiaro, tendente al rosso e al grigio definita allo stesso modo, spesso utilizzata in campo fotografico per ricreare l'effetto di una foto invecchiata.